# Нора Барнакл
Нора Барнакл (англ. Nora Barnacle; 21 березня 1884, Голвей — 10 квітня 1951, Цюрих) — муза і дружина Джеймса Джойса. Прототип Моллі Блум, персонажу роману «Улісс».
День народження у різних джерелах вказується по-різному — з 21 по 24 березня 1884 року. У її свідоцтві про народження вказано дату народження 21 березня. Батько — Томас Барнакл, пекар з Коннемари, мати — Ганна Гонорія Нейлі, кравчиня.
Нора працювала покоївкою в готелі Finn's Hotel у Дубліні, де 16 червня 1904 року відбулося перше побачення Джойса та його майбутньої дружини. Письменник вирішив увічнити цей день — Блумсдей — у своєму романі «Улісс».
В 1931 Нора Барнакл і Джеймс Джойс одружилися. Після смерті Джойса в Цюриху в 1941 Нора вирішила залишитися там. Вона померла у Цюриху у віці 67 років.
Відносинам Джеймса Джойса та Нори Барнакл присвячений художній фільм «Нора» (2000).